# USS Garlopa (SS-358)
Za druga plovila z istim imenom glejte USS Garlopa.
USS Garlopa (SS-358) je bila jurišna podmornica razreda balao v sestavi Vojne mornarice Združenih držav Amerike.
Toda zaradi uspešnega razvoja vojne so 23. oktobra 1944 preklicani njeno izgradnjo v ladjedelnici Electric Boat Corporation (Groton, Connecticut).